# Bütschwil (Saint-Gall)
Pour les articles homonymes, voir Bütschwil.
Bütschwil est une localité et une ancienne commune suisse du canton de Saint-Gall, située dans la circonscription électorale de Toggenburg.

## Histoire
La mention la plus ancienne de Bütschwil date de 779 où elle est mentionnée dans un document latin sous le nom de Bucinesvilare. Le 1er janvier 2013, elle a fusionné avec la commune de Ganterschwil pour former celle de Bütschwil-Ganterschwil.

## Monuments et curiosités
- Maison Blanche. L'édifice a été construit au milieu du 17e siècle et se caractérise par une tourelle d'escalier sur sa face nord. Divers aménagements ont été apportés au 18e s.